# WASP-17
WASP-17 és una estrella de seqüència principal de tipus F que està a uns 1.300 anys llum de la constel·lació de l'Escorpió. A partir de 2009, s'ha confirmat que un planeta extrasolar orbita a l'estrella. Es pensa que el planeta està en òrbita en una òrbita retrògrada (en la direcció oposada a la rotació de l'estrella).

## Sistema planetari
L'estrella és inusual pel fet que té un exoplaneta, WASP-17b, que es creu que orbita en la direcció oposada al gir de l'estrella i es diu que és el doble de la mida de Júpiter, però la meitat de la seva massa.
El planeta va ser descobert pel projecte SuperWASP, d'aquí el nom.
| Companya (per ordre des de l'estrella) | Massa              | Semieix major (ua) | Període orbital (dies) | Excentricitat      | Inclinació | Radi |
| -------------------------------------- | ------------------ | ------------------ | ---------------------- | ------------------ | ---------- | ---- |
| b                                      | 0.486 (± 0.032) MJ | 0.0515 (± 0.00034) | 3.735438 (± 6.8e-06)   | 0.028 +0.018−0.015 | —          | —    |